# Ígéret (album)
Az Ígéret a Dalriada együttes 2011-ben megjelent folk-metal stílusú albuma. Ez az együttes első nemzetközi terjesztésben kapható albuma és az egyik dalban Jonne Järvelä a finn Korpiklaaniból is énekel. A lemezen 9 dal, egy intro és egy outro kapott helyet.

## Az album dalai
1. Intro
2. Hajdútánc
3. Hozd el, Isten
4. Mennyei harang
5. Ígéret
6. Igazi tűz
7. Kinizsi mulatsága
8. A hadak útja
9. Leszek a csillag
10. Leszek a hold
11. Outro

## Közreműködők
- Binder Laura (ének, furulya, hegedű)
- Ficzek András (ének, gitár)
- Németh-Szabó Mátyás (gitár)
- Ungár Barnabás (billentyű)
- Rieckmann Tadeusz (dob)
- Molnár István (basszusgitár)
- Jonne Järvelä (ének)

## Külső hivatkozások
- Dalriada hivatalos honlap
- Dalriada myspace oldal